# Erik W. Höjer
Erik Wilhelm Höjer, född 16 maj 1898 i Visby, död 1979, var en svensk jägmästare.
Höjer utexaminerades från Skogshögskolan 1921, var anställd vid Domänverket 1922–1940, huvudsekreterare i Bränslekommissionen 1940–1943, överjägmästare i Gävle-Dala distrikt 1943–1947, överdirektör i Domänverket 1947–1950, generaldirektör och chef där 1950–1964. 
Höjer innehade kommitté- och utredningsuppdrag inom bland annat jordbruksdepartementet och var styrelseordförande i Assi. Han invaldes som ledamot av Lantbruksakademien 1952 (hedersledamot 1963), promoverades till skogsvetenskaplig hedersdoktor i Stockholm 1963.

## Utmärkelser
- Kommendör med stora korset av Nordstjärneorden, 6 juni 1962.[1]
- Medaljen Illis quorum av 12:storleken, 1964.